# Malcolm – Ett geni i familjen
Malcolm - Ett geni i familjen (Malcolm in the Middle) var en amerikansk komediserie som visades på Fox från 2000 till 2006. Serien handlar om det unga geniet Malcolm och hans liv med sin långt ifrån smarta familj. 
Första avsnittet sändes 9 januari 2000. Serien avslutades 14 maj 2006 efter 7 säsonger, totalt blev det 151 avsnitt.
Serien har visats i Sverige på TV4, den sändes då under det svenska namnet Malcolm, ett geni i familjen. Serien sändes senare på TV3 och då användes den engelskspråkiga titeln.
I december 2024 stod det klart att en revivalvariant av serien, som i nuläget kommer att bestå av fyra avsnitt, hade beställts av streamingtjänsten Disney+. De skådespelare, som i skrivande stund har blivit klara för att medverka i denna revivalserie, samt att återupprepa sina tidigare roller, är Frankie Muniz, Bryan Cranston och Jane Kaczmarek. Det är dock i nuläget helt okänt när själva serien kommer att ha premiär.

## Handling
Manuset till denna serie har både humor och ironi med snabba, smarta repliker och lustiga situationer. Malcolm (Frankie Muniz) kommer från en arbetarklassfamilj som består av honom själv, hans tre bröder och deras föräldrar, som i princip bara försöker få det att "gå runt" tills den sista fyller arton och kan ta hand om sig själv. Malcolms äldsta bror Francis, (Christopher Kennedy Masterson), har skickats till en militärskola. Kvar där hemma är Reese (Justin Berfield), den näst äldste sonen, som oftast använder knytnäven dubbelt så fort som sin hjärna och den yngsta Dewey, som spelas av halvsvenske Erik Per Sullivan. I den fjärde säsongen tillkommer ännu en familjemedlem, lilla Jamie.
Serien är skapad av tv-producenten Linwood Boomer och tittarna ser det mesta av handlingen ur Malcolms perspektiv. Han är en vanlig kille som är nöjd med att åka skateboard, bråka med sina syskon och undvika mobbaren Spath på skolgården. Plötsligt vänds dock Malcolms värld upp och ner, när man kommer på att han har ett IQ på 165. Han tvingas börja i skolans elitklass där alla de andra eleverna är smarta, men helt socialt misslyckade nördar. Pappa Hal (Bryan Cranston) och mamma Lois (Jane Kaczmarek) kanske inte har den mest välklippta gräsmattan, det renaste huset eller de mest väluppfostrade barnen, men trots att de alla lever i en liten värld av kaos, vet både Malcolm och hans bröder att de är älskade.

## Rollista i urval

### Huvudroller
- Frankie Muniz – Malcolm
- Jane Kaczmarek – Lois
- Bryan Cranston – Hal
- Justin Berfield – Reese
- Erik Per Sullivan – Dewey
- Christopher Masterson – Francis
- James och Lukas Rodriguez – Jamie

### Återkommande roller
- Craig Lamar Traylor – Stevie Kenarban
- David Anthony Higgins – Craig Feldspar
- Emy Coligado – Piama Tananahaakna
- Eric Nenninger – Eric Hanson
- Catherine Lloyd Burns – Caroline Miller
- Kenneth Mars – Otto Mannkusser
- Evan Matthew Cohen, Kyle Sullivan, Kristin Quick, Will Jennings och Victor Z. Isaac – Krelboynes från Malcolms klass
- Gary Anthony Williams – Abe Kenarban
- Daniel von Bargen – Commandant Edwin Spangler
- Cloris Leachman – Mormor Ida
- Meagen Fay – Gretchen Mannkusser
- Karim Prince – Cadet Stanley
- Kasan Butcher, Drew Powell och Arjay Smith – Francis vänner vid Marlin Academy.
- Sandy Ward, John Ennis, Richard Gross och Christopher Michael Moore –  Francis vänner på lägret i Alaska.
- Dan Martin, Jonathan Craig Williams, Edward James Gage och Alex Morris – Hals pokervänner.
- Chris Eigeman – Lionel Herkabe
- Brenda Wehle – Lavernia
- Merrin Dungey – Malcolms lärare i pilotavsnittet och senare Kitty Kenarban
- Todd Giebenhain – Richie
- Cameron Monaghan, Danny McCarthy och Amy Bruckner – Deweys klasskamrater.
- Tania Raymonde – Cynthia
- Hayden Panettiere – Jessica
- Landry Allbright – Julie Houlerman
- Julie Hagerty – Polly
- Steve Vinovich – Mr. Hodges